# Jugoslavija na Poletnih olimpijskih igrah 1928
Kraljevino Jugoslavijo je na Poletnih olimpijskih igrah 1928 v Amsterdamu zastopalo štiriintrideset tekmovalcev v šestih športih. Osvojili so po eno zlato in srebrno ter tri bronaste medalje, vse v artistični gimnastiki.

## Medalje
| Medalja | Tekmovalec | Šport      | Disciplina     |
| ------- | --- | ---------- | -------------- |
| 1       | Leon Štukelj | Gimnastika | Moški obroči   |
| 2       | Josip Primožič | Gimnastika | Moška bradlja  |
| 3       | Leon Štukelj | Gimnastika | Moški mnogoboj |
| 3       | Stane Derganc | Gimnastika | Moški preskok  |
| 3       | Eduard Antonijevič Dragutin Cioti Stane Derganc Boris Gregorka Anton Malej Ivan Porenta Josip Primožič Leon Štukelj | Gimnastika | Moški ekipno   |